# 吃豆人世界
《吃豆人世界》（又译作）是一款吃豆人系列的街机游戏。由南梦宫公司制作和发行的。游戏于1984年在街机发行。后移植至多个游戏平台，包括紅白機。
玩家控制着一个类似吃豆人的小精灵，他有着长长的鼻子。本作游戏的内容是小精灵进行旅行中故事。